# Philipp Müller (Politiker, 1952)

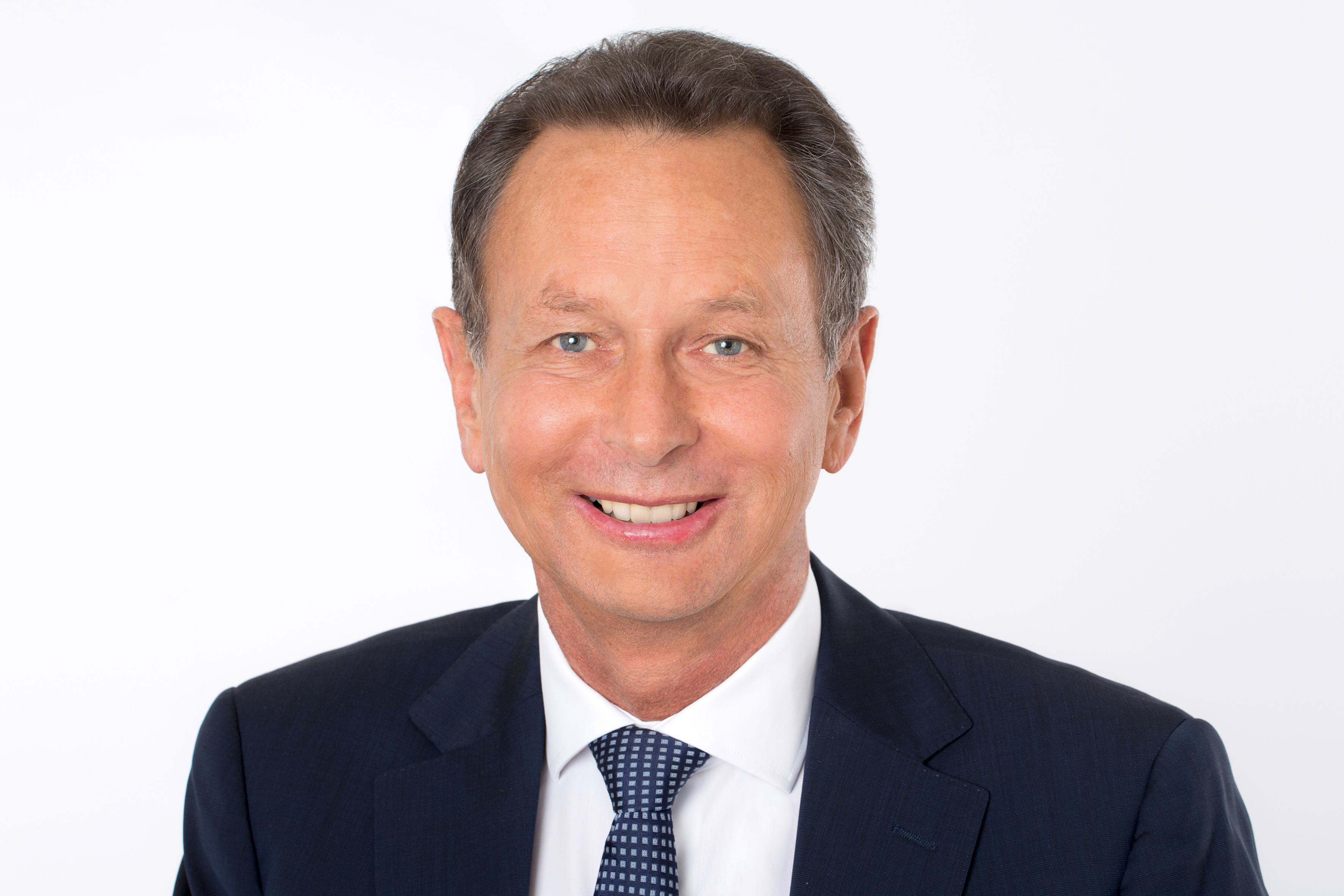
Philipp Müller (2015)

Philipp Johannes Müller (* 5. September 1952 in Mogelsberg; heimatberechtigt in Neckertal, ehemals Mogelsberg) ist ein Schweizer Bauunternehmer und Politiker (FDP.Die Liberalen). Von 2003 bis 2015 war er Mitglied im Nationalrat, von 2015 bis 2019 im Ständerat. Er war vom April 2012 bis April 2016 auch Parteipräsident der FDP.Die Liberalen.

## Leben
Müller ist Generalbau- und Immobilienunternehmer und seit Dezember 1991 Inhaber der Philipp Müller Generalunternehmung, Immobilien und Vorstandsmitglied im Automobil Club der Schweiz (ACS), Sektion Mittelland. Nach seiner Schulausbildung absolvierte er eine Lehre als Gipser/Stuckateur, um im Anschluss daran das elterliche Gipsergeschäft übernehmen zu können, das er schliesslich in eine Generalbauunternehmung umbaute.
Philipp Müller lebt in Reinach AG, ist in zweiter Ehe verheiratet und hat drei Töchter aus erster Ehe.

## Politik

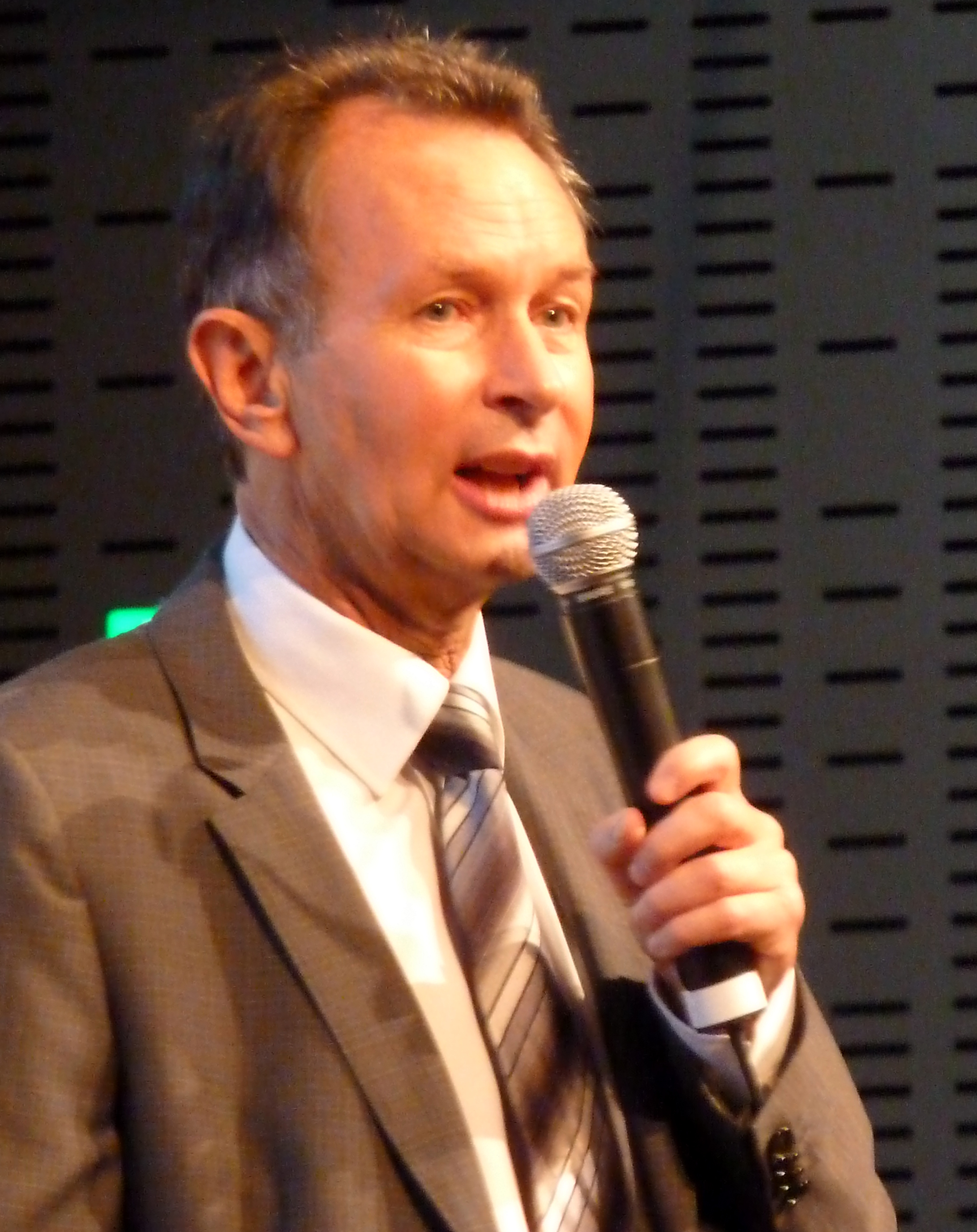
Präsidialrede bei der FDP Schweiz (2012)

### Partei
Müller war von 1996 bis 2004 Präsident der FDP Reinach (AG). Ab 2004 war er Geschäftsleitungsmitglied der FDP Schweiz. Dort war er Fachbereichsleiter für Migrationsfragen sowie Experte des Kernthemas «Schlanker und bürgerfreundlicher Staat». Er war Präsident der FDP.Die Liberalen Schweiz von April 2012 bis April 2016.

### Legislative
Philipp Müller war als Vertreter der FDP Kulm von 1997 bis 2003 Mitglied des Grossen Rates des Kantons Aargau. Er war Initiant der Eidgenössischen Volksinitiative «Für eine Regelung der Zuwanderung» («18-Prozent-Initiative»), die den Anteil an Ausländern an der Schweizer Gesamtbevölkerung auf 18 Prozent begrenzen wollte. Die Volksinitiative wurde im Jahr 2000 mit über 63 Prozent vom Schweizer Stimmvolk abgelehnt. Bei den Schweizer Parlamentswahlen 2003 wurde er in den Nationalrat gewählt. Dort war er Mitglied der Kommission für Wirtschaft und Abgaben sowie der Staatspolitischen Kommission. Im Frühjahr 2012 wurde er zum Präsidenten der FDP.Die Liberalen Schweiz gewählt, er wollte diese vermehrt als liberale Volkspartei stärken. Bei den Schweizer Parlamentswahlen 2015 wurde er für den Kanton Aargau in den Ständerat gewählt. Dort war er Mitglied der Aussenpolitischen Kommission, der Finanzkommission, der Kommission für Verkehr und Fernmeldewesen sowie der Staatspolitischen Kommission. Zu den Wahlen 2019 trat er nicht erneut an.
Müller war Vorstandsmitglied der FDP-Liberalen Fraktion der Bundesversammlung.

### Standpunkte
Müller war ab Gründung 2002 bis 2008 Präsident des «Parteiunabhängigen Informationskomitees PIKOM», eines bürgerlichen Vereins zum Thema Ausländerpolitik.
Müller setzt sich für seine Branche ein und will bessere steuerliche Rahmenbedingungen für Eigentümer und Investoren von Wohnbauten erwirken, zum Beispiel bei der Steigerung der Energieeffizienz. Er ist Befürworter einer Mehrwertsteuerreform.

## Motorsport
Müller war auch im Motorsport aktiv. 1977, 1978 und 1980 war er in der europäischen Formel 3 am Start. Ausserdem fuhr er 1980 in der deutschen Formel 3. 1981 wechselte er in die Schweizer Formel 3, in der er Platz 4 in der Gesamtwertung belegte. 1986 konnte er für das Toyota-Team den Europameistertitel einfahren. 1987 war er in der Tourenwagen-Europameisterschaft und in der Tourenwagen-Weltmeisterschaft unterwegs. Auch 1989 fuhr er in der Tourenwagen-EM und belegte am Saisonende Gesamtrang 23. 1989 und 1990 startete er überdies in einer Toyota Supra des Teams Bemani-Motorenbau in der Deutschen Tourenwagen-Meisterschaft und wurde 1989 23. in der Gesamtwertung. 1990 fuhr er ausserdem im Deutschen Porsche Carrera Cup und wurde Sechster am Saisonende. Auch 1991 (Platz 6) und 1992 (Platz 7) blieb er dieser Serie treu. 1994 startete er im Deutschen Super-Tourenwagen-Cup. 1995 fuhr er in der Schweizer Tourenwagen-Meisterschaft und wurde am Saisonende Dritter.